# Mette Vestergaard
Mette Vestergaard Larsen (27 de noviembre de 1975) es una exjugadora de balonmano danesa. Consiguió 2 medallas olímpicas de oro.